# Європейський Сонячний Телескоп
Європейський Сонячний Телескоп (ЄСТ) (англ. European Solar Telescope, скорочено EST) являє собою загальноєвропейський проект з будівництва сонячного телескопа нового покоління класу 4-метрових, який буде розташований на Канарських островах, Іспанія. Він буде використовувати впроваджені інструменти з високою просторовою і тимчасовою резолюцією, що дозволяє ефективно проводити двомірну спектральну інформацію для вивчення магнітного зв'язку Сонця між його глибокою фотосферою і верхньою хромосферою. Це вимагає діагностику теплових, динамічних і магнітних властивостей плазми протягом багатьох висот масштабу, за рахунок використання декількох довжин хвиль зображень, спектроскопії і спектрополяриметрії.
Дизайн ЄСТ дуже підкреслить увагу на використання великої кількості видимої і ближньої інфрачервоної області інструментів одночасно, тим самим підвищуючи ефективність фотонів і діагностичних можливостей в порівнянні з іншими існуючими або пропонованими наземними або космічними сонячними телескопами. У травні 2011 року ЄСТ був в кінці концептуального дослідження свого дизайну.
ЄСТ розробляється Європейською Асоціацією Сонячних Телескопів (ЄАСТ), яка була створена, щоб забезпечити продовження сонячної фізики в рамках Європейського співтовариства. Його головна мета полягає в тому, щоб розвивати, будувати і керувати ЄСТ. Європейський сонячний телескоп часто розглядається як аналог американського сонячного телескопа Даніель К. Інуал, який в даний час будується.

## Дослідження концептуального дизайну
Дослідження концептуального дизайну, проведене науково-дослідними інститутами та промисловими підприємствами було завершене в травні 2011 року. Дослідження зайняло 3 роки, склало вартість € 7 млн і фінансується спільно з Європейською комісією в рамках Сьомої рамкової програми ЄС з наукових досліджень (РП7). Дослідження складає кошторис € 150 млн на проектування і будівництво ЄСТа та втілює близько € 6,5 млн на рік для його роботи.

## Партнери

Інститути-члени Європейської Асоціації Сонячних Телескопів походять із 15 різних країн.

Європейська асоціація сонячних телескопів (ІСТ) являє собою консорціум з 7 науково-дослідних інститутів і 29 промислових партнерів з 15 європейських країн, яка існує з метою, серед інших, здійснювати розробку ЄСТ, щоб Європу займала перші позиції в галузі Сонячної фізики в світі. А також ЄАСТ має намір розвивати, будувати та керувати Європейським сонячним телескопом (ЄСТ) наступного покоління з великим отвором діафрагми об'єктива на Канарських островах, Іспанія.
| Інститут | Інститут                                                   | Місцезнаходження | Місцезнаходження   |
| -------- | ---------------------------------------------------------- | ---------------- | ------------------ |
| IGAM     | Institutsbereich Geophysik, Astrophysik und Meteorologie   | Австрія          | Грац               |
| HVO      | Hvar Observatory                                           | Хорватія         | Хвар               |
| AIASCR   | Astronomical Institute AS CR                               | Чехія            | Ондрейов           |
| THEMIS   | THEMIS S.L., INSU-CNRS, CNR                                | Франція          | Париж              |
| KIS      | Kiepenheuer-Institut für Sonnenphysik                      | Німеччина        | Фрайбург           |
| UniDeb   | Heliophysical Observatory Debrecen                         | Угорщина         | Дебрецен           |
| INAF     | Istituto Nazionale di Astrofisica                          | Італія           | Рим                |
| UU       | Ultrecht University, Sterrekundig Instituut                | Нідерланди       | Утрехт             |
| ITA      | Institute of Theoretical Astrophysics                      | Норвегія         | Осло               |
| IA UWr   | Astronomical Institute of the Wroclaw University           | Польща           | Вроцлав            |
| AISAS    | Astronomical Institute of the Slovak, Academy of Sciencees | Словаччина       | Татранська Ломніца |
| IAC      | Instituto de Astrofísica de Canarias                       | Іспанія          | Ла-Лагуна          |
| SU       | The Institute for Solar Physics                            | Швеція           | Стокгольм          |
| IRSOL    | Istituto Ricerche Solari                                   | Швейцарія        | Локарно            |
| UCL-MSSL | University College London — MSSL                           | Велика Британія  | Лондон             |